# Alastor muticoides
Alastor muticoides är en stekelart som beskrevs av Giordani Soika 1941. Alastor muticoides ingår i släktet Alastor och familjen Eumenidae. Inga underarter finns listade i Catalogue of Life.